# Club Atlético Newell's Old Boys 1988-1989
Questa voce raccoglie le informazioni riguardanti il Club Atlético Newell's Old Boys nelle competizioni ufficiali della stagione 1988-1989.

## Stagione
Reduce dalla vittoria nella stagione precedente, il Newell's di Yudica non mantiene lo stesso rendimento, terminando al 12º posto in classifica in campionato.

## Maglie e sponsor
| Casa | Trasferta |

## Rosa
| N. |                      | Ruolo | Calciatore           |
| -- | -------------------- | ----- | -------------------- |
|    | Argentina (bandiera) | P     | Carlos Panciroli     |
|    | Argentina (bandiera) | P     | Norberto Scoponi     |
|    | Argentina (bandiera) | D     | Hugo Ayala           |
|    | Argentina (bandiera) | D     | Eduardo Berizzo      |
|    | Argentina (bandiera) | D     | Fabián Bonhoff       |
|    | Argentina (bandiera) | D     | Gerardo Celoria      |
|    | Argentina (bandiera) | D     | Diego Cerro          |
|    | Argentina (bandiera) | D     | Darío Franco         |
|    | Argentina (bandiera) | D     | Miguel Ángel Fullana |
|    | Argentina (bandiera) | D     | Fernando Gamboa      |
|    | Argentina (bandiera) | D     | Jorge Pautasso       |
|    | Argentina (bandiera) | D     | Néstor Sensini       |
|    | Argentina (bandiera) | D     | Sergio Stachiotti    |
|    | Argentina (bandiera) | D     | Jorge Theiler        |
|    | Argentina (bandiera) | C     | Roque Alfaro         |

| N. |                      | Ruolo | Calciatore          |
| -- | -------------------- | ----- | ------------------- |
|    | Argentina (bandiera) | C     | Juan Manuel Llop    |
|    | Argentina (bandiera) | C     | Gerardo Martino     |
|    | Argentina (bandiera) | C     | Juan José Rossi     |
|    | Argentina (bandiera) | C     | Juan Carlos Roldán  |
|    | Argentina (bandiera) | C     | Juan Sen            |
|    | Argentina (bandiera) | C     | Adolfo Sialle       |
|    | Argentina (bandiera) | C     | Adrián Taffarel     |
|    | Argentina (bandiera) | A     | Sergio Omar Almirón |
|    | Argentina (bandiera) | A     | Claudio Baravane    |
|    | Argentina (bandiera) | A     | Gabriel Batistuta   |
|    | Argentina (bandiera) | A     | Jorge Gabrich       |
|    | Argentina (bandiera) | A     | Marcelo Grioni      |
|    | Argentina (bandiera) | A     | Víctor Ramos        |
|    | Argentina (bandiera) | A     | Lorenzo Sáez        |

## Statistiche

### Statistiche di squadra
| Competizione     | Punti | Totale | Totale | Totale | Totale | Totale | Totale | DR |
| Competizione     | Punti | G      | V      | N      | P      | Gf     | Gs     | DR |
| ---------------- | ----- | ------ | ------ | ------ | ------ | ------ | ------ | -- |
| Primera División | 51    | 38     | 10     | 16     | 12     | 49     | 55     | -6 |
| Totale           | -     |        |        |        |        |        |        | -  |